# Seriphidomyia rutifolia
Seriphidomyia rutifolia är en tvåvingeart som beskrevs av Fedotova 2001. Seriphidomyia rutifolia ingår i släktet Seriphidomyia och familjen gallmyggor.
Artens utbredningsområde är Kazakstan. Inga underarter finns listade i Catalogue of Life.